# 나우루의 비만

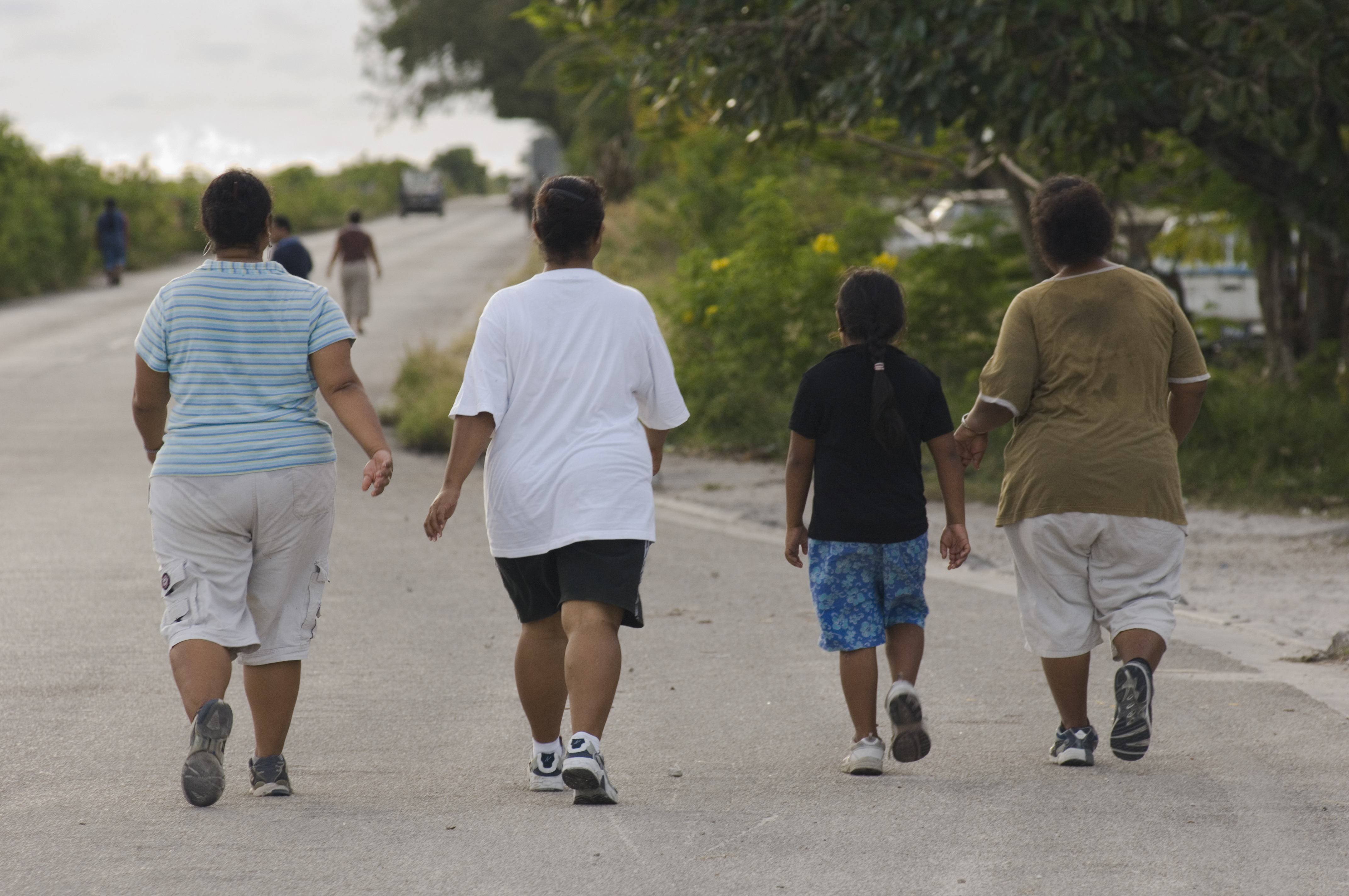
나우루 국제공항 주변

나우루의 비만은 나우루 공화국의 주요 문제이다. 세계보건기구(WHO)는 나우루인의 94.5%가 과체중 및 비만증으로 확인되었으며 비만율은 71.7%로 추정했다.
나우루는 전 세계적으로 비만 인구 비율이 가장 높은 것으로 알려져 있다. 나우루인의 평균 체중은 약 100kg(220lb)이다. 나우루의 평균 BMI는 34~35이다.

## 원인
나우루의 비만에 영향을 미치는 요인은 여러 가지가 있다. 1980년대부터 나우루 사람들은 건강에 해로운 식습관으로 앉아서 생활하는 생활 방식을 주도하여 "태평양 지역에서 최악의 건강 상태"를 초래했다.
나우루 사람들의 역사적 식량 공급원은 낚시와 정원 가꾸기였다. 전통적인 나우루의 식단은 주로 바다 생선, 과일, 뿌리채소, 코코넛으로 구성되었다. 나우루는 광산 활동으로 인한 경제성장으로 인해 1968년 독립했다. 벌어들인 이익은 시민들에게 분배되었고, 이는 시민 노동의 유출로 이어졌다. 나우루 정부와 WHO는 서구 식품의 수입으로 인해 기존의 어업 및 원예 문화가 크게 감소하여 광물 고갈과 국가 경제 침체를 초래했다고 밝혔다.
나우루 국토의 약 90%는 인산염 퇴적물로 덮여 있으며 대부분은 노천광산이며 경작이 불가능하다. 이로 인해 나우루 사람들은 호주와 뉴질랜드 등 오세아니아의 대규모 국가에서 수입한 설탕과 지방 함량이 높은 가공 식품에 의존하게 되었다.
퀸즐랜드 대학교 교수이자 남태평양 연구자인 클라이브 무어(Clive Moore)는 나우루에서는 비만이 부의 상징으로 여겨진다고 말했다.

## 결과
나우루는 전 세계적으로 성인 당뇨병 발병률이 가장 높은 곳이다. 국제 당뇨병 연맹(IDF)은 나우루인의 31%가 당뇨병에 걸린 것으로 확인했으며, 55~64세 연령층에서는 그 비율이 45%에 달했다. 세계에서 제2형 당뇨병 발병률이 가장 높은 작은 섬나라이다. 인구의 71%가 비만이다. 남성의 97%가 과체중이다. 과체중 여성의 비율은 약간 낮을 뿐이다.
점점 더 많은 돈이 의료에 사용되면서 예방에 사용되는 돈은 줄어들었고 이로 인해 악순환이 발생했다. 나우루 역시 열악한 의료 환경으로 인해 문제가 더욱 악화되었다. 인산염 농업으로 인해 대부분의 지형이 파괴되면서 나우루는 서방 국가로부터 식량 자원을 수입해야 했고, 이로 인해 가공식품 소비가 급증하게 되었다. 섬에서 건강한 음식이 고갈되면서 비만율은 계속해서 증가했다. 비만과 부의 문화적 연관성으로 인해 많은 나우루 사람들은 앉아서 일하는 생활 방식을 열심히 일하고 육체적으로 운동하는 생활 방식보다 선호하기 시작했으며 이로 인해 위기가 더욱 악화되었다.

## 비만치료를 위한 노력
나우루 보건 당국은 사람들에게 4.8km 거리에 있는 나우루 국제공항 주변을 산책하도록 권고하는 등 비만을 줄이기 위한 여러 가지 조치를 개발했다. 또한 운동 세션과 스포츠도 정기적으로 개최된다.